# Adil Candemir
Adil Candemir (Amasya, Turquía, 1917-12 de enero de 1989) fue un deportista turco especialista en lucha libre olímpica donde llegó a ser subcampeón olímpico en Londres 1948.

## Carrera deportiva
En los Juegos Olímpicos de 1948 celebrados en Londres ganó la medalla de plata en lucha libre olímpica estilo peso medio, tras el estadounidense Glen Brand (oro) y por delante del sueco Erik Lindén (bronce).